# Clasificación para la Copa Africana de Naciones de 1994
La Clasificación para la Copa Africana de Naciones 1994 se llevó a cabo del 14 de junio de 1992 al 24 de octubre de 1993 y contó con la participación de 37 selecciones nacionales afiliadas a la Confederación Africana de Fútbol.
Túnez clasificó directamente como el país organizador del evento y Costa de Marfil clasificó directamente como el campeón de la edición anterior.

## Ronda preliminar
| Equipo 1     | Agr. | Equipo 2   | Ida | Vuelta |
| ------------ | ---- | ---------- | --- | ------ |
| Lesoto       | 4-0  | Botsuana   | 0-0 | 4-0    |
| Guinea-Bisáu | 4-1  | Cabo Verde | 3-1 | 1-0    |

### Detalle de partidos
| 14 de junio de 1992 | Lesoto | 0:0 (0:0) | Botsuana | Estadio Setsoto, Maseru, Lesoto |  |

| 28 de junio de 1992                             | Botsuana | 0:4 (0:1) | Lesoto                                                                             | National Stadium, Gaborone, Botsuana |  |
|                                                 |          |           | 20' Litsiso Khali · 46' Lefika Lekhotla · 60' Likhetho Mokhathi · 85' Thato Mohale |                                      |  |
| Lesoto pasó de ronda con un marcador global 4:0 |          |           |                                                                                    |                                      |  |

| 14 de junio de 1992 | Guinea-Bisáu | 3:1 | Cabo Verde | Estadio 24 de Septiembre, Bisáu, Guinea-Bisáu |  |

| 28 de junio de 1992 | Cabo Verde | 1:0 | Guinea-Bisáu | ., Praia, Cabo Verde |  |

| 5 de julio de 1992                                                           | Guinea-Bisáu | 1:0 | Cabo Verde | Estadio 24 de Septiembre, Bisáu, Guinea-Bisáu |  |
| Guinea-Bisáu avanzó a la siguiente ronda debido a este partido de desempate. |              |     |            |                                               |  |

## Fase de grupos

### Grupo A
| País    | J | G | E | P | GF | GC | GD  | Pts |
| ------- | - | - | - | - | -- | -- | --- | --- |
| Gabón   | 6 | 4 | 2 | 0 | 10 | 2  | +8  | 10  |
| Camerún | 6 | 3 | 3 | 0 | 7  | 0  | +7  | 9   |
| Níger   | 6 | 2 | 1 | 3 | 7  | 10 | −3  | 5   |
| Benín   | 6 | 0 | 0 | 6 | 3  | 15 | −12 | 0   |

### Detalle de partidos
| 16 de agosto de 1992 | Gabón | 0:0 (0:0) | Camerún | Stade Omar Bongo, Libreville, Gabón |  |
|                      |       |           |         | Asistencia: 21.000 espectadores     |  |

| 16 de agosto de 1992 | Benin                    | 1:2 (0:1) | Níger                                        | Stade de l'Amitié, Cotonú, Benin                      |                                                       |
|                      | Comlan Lambert Sossa 66' |           | 19' Mounkaïla Idé Barkiré · 80' Zakari Lambo | Asistencia: 15.000 espectadores Árbitro(s): Mason Goe | Asistencia: 15.000 espectadores Árbitro(s): Mason Goe |

| 30 de agosto de 1992 | Camerún                             | 2:0 (1:0) | Benin | Estadio Ahmadou Ahidjo, Yaundé, Camerún |  |
|                      | Jacob Ewane 27' · Emmanuel Tiki 60' |           |       |                                         |  |

| 30 de agosto de 1992 | Níger            | 1:3 (1:2) | Gabón                      | Estadio Seyni Kountché, Niamey, Níger |                                       |
|                      | Zakari Lambo 11' |           | 4' 7' 83' Guy Roger Nzamba | Árbitro(s): Ousmane Souleymane Diallo | Árbitro(s): Ousmane Souleymane Diallo |

| 11 de abril de 1993 | Gabón                               | 2:0 (2:0) | Benin | Stade Omar Bongo, Libreville, Gabón |                                 |
|                     | Tristan Mombo 20' · Régis Manon 23' |           |       | Asistencia: 10.000 espectadores     | Asistencia: 10.000 espectadores |

| 11 de abril de 1993 | Níger | 0:0 (0:0) | Camerún | Estadio Seyni Kountché, Niamey, Níger |  |

| 25 de abril de 1993 | Níger                                               | 4:1 | Benin   | Estadio Seyni Kountché, Niamey, Níger |                                |
|                     | Mounkaïla Idé Barkiré · Zakari Lambo · Adamou Saley |     | Isoufou | Asistencia: 6.000 espectadores        | Asistencia: 6.000 espectadores |

| 25 de abril de 1993 | Camerún | 0:0 (0:0) | Gabón | Estadio Ahmadou Ahidjo, Yaundé, Camerún |  |
|                     |         |           |       | Asistencia: 25.000 espectadores         |  |

| 11 de julio de 1993 | Benin | 0:3 (0:2) | Camerún                                              | Stade de l'Amitié, Cotonú, Benín |  |
|                     |       |           | 12' Alphonse Tchami · 21' David Embé · 90' Paul Loga |                                  |  |

| 11 de julio de 1993 | Gabón                                                                | 3:0 (1:0) | Níger | Stade Omar Bongo, Libreville, Gabón |  |
|                     | Jean-Daniel Ndong Nzé 15' · Guy Roger Nzamba 75' · Brice Mackaya 90' |           |       |                                     |  |

| 25 de julio de 1993 | Benin                 | 1:2 (0:0) | Gabón                    | Stade de l'Amitié, Cotonú, Benín |                            |
|                     | Euloge Sacramento 52' |           | 54' 89' Guy Roger Nzamba | Árbitro(s): Anthony Edusah       | Árbitro(s): Anthony Edusah |

| 25 de julio de 1993 | Camerún                             | 2:0 (0:0) | Níger | Estadio Ahmadou Ahidjo, Yaundé, Camerún |  |
|                     | Alphonse Yombi 60' · David Embé 67' |           |       |                                         |  |

### Grupo B
| País    | J | G | E | P | GF | GC | GD  | Pts |
| ------- | - | - | - | - | -- | -- | --- | --- |
| Nigeria | 6 | 3 | 2 | 1 | 12 | 1  | +11 | 8   |
| Uganda  | 6 | 2 | 3 | 1 | 7  | 6  | +1  | 7   |
| Etiopía | 6 | 2 | 1 | 3 | 7  | 12 | −5  | 5   |
| Sudán   | 6 | 1 | 2 | 3 | 2  | 9  | −7  | 4   |

### Detalle de partidos
| 15 de agosto de 1992 | Uganda                                     | 3:1 (2:0) | Etiopía    | Nakivubo Stadium, Kampala, Uganda                              |                                                                |
|                      | Jackson Mayanja 25' 30' · Robert Aloro 80' |           | 75' Yemani | Asistencia: 20.000 espectadores Árbitro(s): Martin Omondi Bita | Asistencia: 20.000 espectadores Árbitro(s): Martin Omondi Bita |

| 16 de agosto de 1992 | Sudán | 0:0 (0:0) | Nigeria | Estadio de Jartum, Jartum, Sudán                             |  |
|                      |       |           |         | Asistencia: 26.000 espectadores Árbitro(s): Ali Tahir Hafidh |  |

| 29 de agosto de 1992 | Nigeria                                 | 2:0 (1:0) | Uganda | Estadio Surulere, Lagos, Nigeria |                                 |
|                      | Daniel Amokachi 16' · Samson Siasia 87' |           |        | Árbitro(s): Jean Fidèle Diramba  | Árbitro(s): Jean Fidèle Diramba |

| 30 de agosto de 1992 | Etiopía                                                             | 3:0 (2:0) | Sudán | Estadio Hailé Sélassié, Adís Abeba, Etiopía |  |
|                      | Matewos Habtemariam 35' · Mulugeta Kebede 43' · Milyon Begashaw 83' |           |       |                                             |  |

| 11 de abril de 1993 | Sudán             | 1:1 (1:1) | Uganda    | Estadio de Jartum, Jartum, Sudán |  |
|                     | Hamad El-Neel 30' |           | 45' Sambo |                                  |  |

| 11 de abril de 1993 | Etiopía             | 1:0 (1:0) | Nigeria | Estadio Hailé Sélassié, Adís Abeba, Etiopía |  |
|                     | Tesfaye Ergicho 28' |           |         |                                             |  |

| 23 de abril de 1993 | Nigeria                                                         | 4:0 (0:0) | Sudán | Estadio Surulere, Lagos, Nigeria |  |
|                     | Rashidi Yekini 48' · Emmanuel Amunike 54' 87' · Friday Ekpo 65' |           |       |                                  |  |

| 24 de abril de 1993 | Etiopía | 2:2 | Uganda | Estadio Hailé Sélassié, Adís Abeba, Etiopía |  |

| 9 de julio de 1993 | Sudán | 1:0 | Etiopía | Estadio de Jartum, Jartum, Sudán |  |

| 17 de julio de 1993 | Uganda | 0:0 (0:0) | Nigeria | Nakivubo Stadium, Kampala, Uganda                          |  |
|                     |        |           |         | Asistencia: 25.000 espectadores Árbitro(s): Haroun Onderah |  |

| 24 de julio de 1993 | Uganda              | 1:0 (1:0) | Sudán | Nakivubo Stadium, Kampala, Uganda |  |
|                     | Jackson Mayanja 20' |           |       |                                   |  |

| 24 de julio de 1993 | Nigeria                                                                               | 6:0 (3:0) | Etiopía | Estadio Surulere, Lagos, Nigeria |  |
|                     | Barnabas Inenga 29' · Rashidi Yekini 33' 44' 64' · Nduka Ugbade 50' · Peter Rufai 90' |           |         |                                  |  |

### Grupo C
| País         | J | G | E | P | GF | GC | GD  | Pts |
| ------------ | - | - | - | - | -- | -- | --- | --- |
| Sierra Leona | 6 | 4 | 2 | 0 | 9  | 1  | +8  | 10  |
| Argelia      | 6 | 4 | 1 | 1 | 13 | 4  | +9  | 9   |
| Senegal      | 6 | 2 | 1 | 3 | 8  | 9  | −1  | 5   |
| Guinea-Bisáu | 6 | 0 | 0 | 6 | 2  | 18 | −16 | 0   |
| Togo         | 0 | 0 | 0 | 0 | 0  | 0  | 0   | 0   |

### Detalle de partidos
| 14 de agosto de 1992 | Argelia                                                    | 3:1 (2:0) | Guinea-Bisáu | Estadio Ahmed Zabana, Orán, Argelia                          |                                                              |
|                      | Mourad Meziane 13' · Mourad Rahmouni 20' · Moussa Saïb 49' |           | 60' Sirou    | Asistencia: 30.000 espectadores Árbitro(s): Kadry Abdel Azim | Asistencia: 30.000 espectadores Árbitro(s): Kadry Abdel Azim |

| 29 de agosto de 1992 | Sierra Leona       | 1:0 (0:0) | Argelia | National Stadium, Freetown, Sierra Leona |                              |
|                      | Kemokai Kallon 60' |           |         | Árbitro(s): Mamadouba Camara             | Árbitro(s): Mamadouba Camara |

| 30 de agosto de 1992 | Senegal                                            | 3:0 (1:0) | Guinea-Bisáu | Stade de l'Amitié, Dakar, Senegal |                      |
|                      | Mamadou Mariem Diallo 45' 50' · Younousse Diop 67' |           |              | Árbitro(s): Bai Jobe              | Árbitro(s): Bai Jobe |

| 4 de octubre de 1992 | Guinea-Bisáu | 0:3 | Sierra Leona | Estadio 24 de Septiembre, Bisáu, Guinea-Bisáu |  |
|                      |              |     |              | Árbitro(s): Sidi Békaye Magassa               |  |

| 8 de noviembre de 1992 | Sierra Leona | 2:0 | Senegal | National Stadium, Freetown, Sierra Leona |  |

| 10 de enero de 1993 | Senegal | 1:2 | Argelia                                     | Stade de l'Amitié, Dakar, Senegal |  |
|                     |         |     | 26' Mahieddine Meftah · 57' Mohamed Brahimi |                                   |  |

| 24 de enero de 1993 | Guinea-Bisáu           | 1:4 (1:2) | Argelia                                                             | Estadio 24 de Septiembre, Bisáu, Guinea-Bisáu |  |
|                     | José Manuel Forbes 10' |           | 21' Hamid Rahmouni · 31' Abdelhafid Tasfaout · 75' 88' Billel Dziri |                                               |  |

| 9 de abril de 1993 | Argelia | 0:0 (0:0) | Sierra Leona | Estadio 19 de Mayo de 1956, Annaba, Argelia |  |
|                    |         |           |              | Asistencia: 25.000 espectadores             |  |

| 11 de abril de 1993 | Guinea-Bisáu | 0:3 (0:2) | Senegal                      | Estadio 24 de Septiembre, Bisáu, Guinea-Bisáu |  |
|                     |              |           | 9' 30' Mamadou Mariem Diallo |                                               |  |

| 24 de abril de 1993 | Sierra Leona | 2:0 | Guinea-Bisáu | National Stadium, Freetown, Sierra Leona |  |

| 11 de julio de 1993 | Senegal                 | 1:1 (1:1) | Sierra Leona         | Stade de l'Amitié, Dakar, Senegal |  |
|                     | Mame Birame Mangane 14' |           | 30' Mohamed Mansaray |                                   |  |

| 25 de julio de 1993 | Argelia                                          | 4:0 (2:0) | Senegal | Estadio Coronel Lotfi, Tremecén, Argelia |  |
|                     | Abdelhafid Tasfaout 3' 62' 76' · Nacer Zekri 32' |           |         |                                          |  |

### Grupo D
| País       | J | G | E | P | GF | GC | GD  | Pts |
| ---------- | - | - | - | - | -- | -- | --- | --- |
| Zaire      | 6 | 3 | 2 | 1 | 13 | 3  | +10 | 8   |
| Kenia      | 6 | 3 | 2 | 1 | 11 | 6  | +5  | 8   |
| Mozambique | 6 | 1 | 3 | 2 | 5  | 7  | −2  | 5   |
| Lesoto     | 6 | 0 | 3 | 3 | 4  | 17 | −13 | 3   |

### Detalle de partidos
| 16 de agosto de 1992 | Zaire                   | 2:0 (1:0) | Mozambique | Stade Kamanyola, Kinsasa, Zaire |  |
|                      | Ditunga Kabongo 20' 85' |           |            |                                 |  |

| 16 de agosto de 1992 | Lesoto                                     | 2:2 (2:1) | Kenia                              | Estadio Setsoto, Maseru, Lesoto |                            |
|                      | Motlalepula Majoro 12' · Litsiso Khali 42' |           | 32' Paul Onyera · 87' James Nandwa | Árbitro(s): Wallace Mabuza      | Árbitro(s): Wallace Mabuza |

| 29 de agosto de 1992 | Kenia              | 1:3 (0:1) | Zaire                                                                    | Estadio Nacional Nyayo, Nairobi, Kenia |                          |
|                      | Patrick Nachok 55' |           | 32' André Kona N'Gole · 49' Didier Ndama Bapupa · 57' Katshi Okitakatshi | Árbitro(s): Joel Mondoka               | Árbitro(s): Joel Mondoka |

| 30 de agosto de 1992 | Mozambique | 3:0 | Lesoto | Estadio de Machava, Maputo, Mozambique |  |
|                      |            |     |        | Árbitro(s): Gerald Gwatidzo            |  |

| 11 de abril de 1993 | Mozambique | 0:0 (0:0) | Kenia | Estadio de Machava, Maputo, Mozambique |  |

| 11 de abril de 1993 | Lesoto | 1:1 | Zaire | Estadio Setsoto, Maseru, Lesoto |  |

| 24 de abril de 1993 | Kenia                                   | 3:0 (1:0) | Lesoto | Nairobi City Stadium, Nairobi, Kenia |  |
|                     | Patrick Nachok 15' · Mike Origi 54' 71' |           |        |                                      |  |

| 25 de abril de 1993 | Mozambique | 0:0 (0:0) | Zaire | Estadio de Machava, Maputo, Mozambique |  |

| 11 de julio de 1993 | Zaire | 0:1 (0:1) | Kenia              | Stade Kamanyola, Kinsasa, Zaire |  |
|                     |       |           | 30' Patrick Nachok |                                 |  |

| 11 de julio de 1993 | Lesoto | 1:1 | Mozambique | Estadio Setsoto, Maseru, Lesoto |  |

| 24 de julio de 1993 | Kenia                                                        | 4:1 (1:1) | Mozambique         | C. D. Internacional Moi, Nairobi, Kenia |  |
|                     | Allan Odhiambo 23' 60' · Mike Origi 65' · Patrick Nachok 68' |           | 16' Manuel Bucuane |                                         |  |

| 25 de julio de 1993 | Zaire | 7:0 (4:0) | Lesoto | Stade Kamanyola, Kinsasa, Zaire |  |
|                     | Kimonekene Nganzadi 7' · Saidi Tshindaye Masudi 18' 36' 79' · Roger Lukaku 42' 77' · Didier Ekanza Simba 48' |           |        |                                 |  |

### Grupo E
| País      | J | G | E | P | GF | GC | GD | Pts |
| --------- | - | - | - | - | -- | -- | -- | --- |
| Zambia    | 6 | 4 | 2 | 0 | 10 | 2  | +8 | 10  |
| Zimbabue  | 6 | 3 | 3 | 0 | 9  | 3  | +6 | 9   |
| Sudáfrica | 6 | 1 | 2 | 3 | 5  | 10 | −5 | 4   |
| Mauricio  | 6 | 0 | 1 | 5 | 2  | 11 | −9 | 1   |

### Detalle de partidos
| 15 de agosto de 1992 | Zambia                                 | 2:1 (0:1) | Mauricio            | Independence Stadium, Lusaka, Zambia                         |                                                              |
|                      | Stone Nyirenda 55' · Derby Makinka 66' |           | 2' Joseph Philogène | Asistencia: 18.000 espectadores Árbitro(s): Getachew Mekonen | Asistencia: 18.000 espectadores Árbitro(s): Getachew Mekonen |

| 16 de agosto de 1992 | Zimbabue                                                  | 4:1 (2:1) | Sudáfrica        | Estadio Rufaro, Harare, Zimbabue                             |                                                              |
|                      | Vitalis Takawira 7' · Rahman Gumbo 20' · Peter Ndlovu 62' |           | 21' Phil Masinga | Asistencia: 51.000 espectadores Árbitro(s): Henry Mwafulirwa | Asistencia: 51.000 espectadores Árbitro(s): Henry Mwafulirwa |

| 30 de agosto de 1992 | Mauricio | 0:1 (0:1) | Zimbabue         | Estadio Anjalay, Belle Vue Maurel, Mauricio                  |                                                              |
|                      |          |           | 38' Rahman Gumbo | Asistencia: 18.000 espectadores Árbitro(s): Mady Kanoso Bora | Asistencia: 18.000 espectadores Árbitro(s): Mady Kanoso Bora |

| 30 de agosto de 1992 | Sudáfrica | 0:1 (0:0) | Zambia             | Estadio Soccer City, Johannesburgo, Sudáfrica             |                                                           |
|                      |           |           | 72' Timothy Mwitwa | Asistencia: 20.000 espectadores Árbitro(s): Phuru Liphoto | Asistencia: 20.000 espectadores Árbitro(s): Phuru Liphoto |

| 10 de abril de 1993 | Zambia | 0:0 (0:0) | Zimbabue | Independence Stadium, Lusaka, Zambia |  |
|                     |        |           |          | Asistencia: 12.000 espectadores      |  |

| 11 de abril de 1993 | Sudáfrica | 0:0 (0:0) | Mauricio | Rand Stadium, Johannesburgo, Sudáfrica                   |  |
|                     |           |           |          | Asistencia: 20.000 espectadores Árbitro(s): Milkton Jaky |  |

| 24 de abril de 1993 | Sudáfrica          | 1:1 (1:0) | Zimbabue              | Estadio Soccer City, Johannesburgo, Sudáfrica                   |                                                                 |
|                     | Marks Maponyane 6' |           | 80' Benjamin Nkonjera | Asistencia: 30.000 espectadores Árbitro(s): João dos Nascimento | Asistencia: 30.000 espectadores Árbitro(s): João dos Nascimento |

| 25 de abril de 1993 | Mauricio | 0:3 | Zambia        | Estadio Anjalay, Belle Vue Maurel, Mauricio |                                 |
|                     |          |     | Kelvin Mutale | Asistencia: 18.000 espectadores             | Asistencia: 18.000 espectadores |

| 11 de julio de 1993 | Zimbabue                       | 2:0 (1:0) | Mauricio | Estadio Rufaro, Harare, Zimbabue |  |
|                     | Max Lunga 37' · Agent Sawu 63' |           |          |                                  |  |

| 11 de julio de 1993 | Zambia                                                      | 3:0 (1:0) | Sudáfrica | Independence Stadium, Lusaka, Zambia                                 |                                                                      |
|                     | Aggrey Chiyangi 1' · Kalusha Bwalya 66' · Linos Makwaza 71' |           |           | Asistencia: 40.000 espectadores Árbitro(s): Ntambidila wa Ntambidila | Asistencia: 40.000 espectadores Árbitro(s): Ntambidila wa Ntambidila |

| 25 de julio de 1993 | Zimbabue        | 1:1 (1:0) | Zambia             | Estadio Rufaro, Harare, Zimbabue |                                 |
|                     | Henry McKop 28' |           | 80' Kalusha Bwalya | Asistencia: 60.000 espectadores  | Asistencia: 60.000 espectadores |

| 25 de julio de 1993 | Mauricio             | 1:3 (1:2) | Sudáfrica                                                     | Estadio Anjalay, Belle Vue Maurel, Mauricio                |                                                            |
|                     | Jean-Marc Ithier 10' |           | 31' Pitso Mosimane · 33' Brendan Augustine · 70' Phil Masinga | Asistencia: 18.000 espectadores Árbitro(s): Julio César M. | Asistencia: 18.000 espectadores Árbitro(s): Julio César M. |

### Grupo F
| País    | J | G | E | P | GF | GC | GD | Pts |
| ------- | - | - | - | - | -- | -- | -- | --- |
| Guinea  | 4 | 1 | 3 | 0 | 5  | 4  | +1 | 5   |
| Burundi | 4 | 1 | 3 | 0 | 5  | 4  | +1 | 5   |
| Congo   | 4 | 0 | 2 | 2 | 0  | 2  | −2 | 2   |
| Chad    | 0 | 0 | 0 | 0 | 0  | 0  | 0  | 0   |

### Detalle de partidos
| 16 de agosto de 1992 | Burundi          | 1:0 (1:0) | Congo | Príncipe Louis Rwagasore, Buyumbura, Burundi                            |                                                                         |
|                      | Bernard Abdi 25' |           |       | Asistencia: 12.000 espectadores Árbitro(s): Christopher Yolisichra-Musa | Asistencia: 12.000 espectadores Árbitro(s): Christopher Yolisichra-Musa |

| 30 de agosto de 1992 | Guinea                                  | 2:2 (2:2) | Burundi                                   | Estadio 28 de Septiembre, Conakri, Guinea |                           |
|                      | Fodé Camara 43' · Souleymane Oularé 44' |           | 7' Stanley Nduwayo · 44' Jean-Marie Mbuyi | Árbitro(s): Mohamed Bahar                 | Árbitro(s): Mohamed Bahar |

| 11 de abril de 1993 | Guinea             | 1:0 (0:0) | Congo | Estadio 28 de Septiembre, Conakri, Guinea |                                 |
|                     | Morlaye Soumah 84' |           |       | Asistencia: 16.000 espectadores           | Asistencia: 16.000 espectadores |

| 25 de abril de 1993 | Congo | 0:0 (0:0) | Burundi | Stade Municipal, Pointe-Noire, Congo |  |
|                     |       |           |         | Asistencia: 4.000 espectadores       |  |

| 11 de julio de 1993 | Burundi               | 2:2 (1:0) | Guinea                               | Príncipe Louis Rwagasore, Buyumbura, Burundi |  |
|                     | Kazadi Ngando 16' 86' |           | 58' Titi Camara · 70' Morlaye Soumah |                                              |  |

| 15 de agosto de 1993 | Congo | 0:0 (0:0) | Guinea | Stade Municipal, Pointe-Noire, Congo |  |
|                      |       |           |        | Asistencia: 6.000 espectadores       |  |

### Grupo G
| País         | J | G | E | P | GF | GC | GD | Pts |
| ------------ | - | - | - | - | -- | -- | -- | --- |
| Ghana        | 2 | 2 | 0 | 0 | 3  | 0  | +3 | 4   |
| Liberia      | 2 | 0 | 0 | 2 | 0  | 3  | −3 | 0   |
| Tanzania     | 0 | 0 | 0 | 0 | 0  | 0  | 0  | 0   |
| Burkina Faso | 0 | 0 | 0 | 0 | 0  | 0  | 0  | 0   |

### Detalle de partidos
| 10 de abril de 1993 | Ghana              | 1:0 (0:0) | Liberia | Estadio Ohene Djan, Acra, Ghana |                                 |
|                     | Frimpong Manso 87' |           |         | Asistencia: 35.000 espectadores | Asistencia: 35.000 espectadores |

| 25 de julio de 1993 | Liberia | 0:2 | Ghana                    | Samuel Kanyon Doe, Monrovia, Liberia |  |
|                     |         |     | Tony Yeboah · Abédi Pelé |                                      |  |

### Grupo H
| País       | J | G | E | P | GF | GC | GD | Pts |
| ---------- | - | - | - | - | -- | -- | -- | --- |
| Malí       | 6 | 3 | 1 | 2 | 8  | 7  | +1 | 7   |
| Egipto     | 6 | 2 | 2 | 2 | 6  | 5  | +1 | 6   |
| Marruecos  | 6 | 2 | 2 | 2 | 5  | 4  | +1 | 6   |
| Malaui     | 6 | 2 | 1 | 3 | 4  | 7  | −3 | 5   |
| Libia      | 0 | 0 | 0 | 0 | 0  | 0  | 0  | 0   |
| Mauritania | 0 | 0 | 0 | 0 | 0  | 0  | 0  | 0   |

### Detalle de partidos
| 15 de agosto de 1992 | Malaui             | 1:0 (0:0) | Egipto | Silver Stadium, Lilongüe, Malaui |  |
|                      | Ernest Mtawali 81' |           |        |                                  |  |

| 29 de agosto de 1992 | Malaui | 1:1 | Mali | Silver Stadium, Lilongüe, Malaui |  |

| 4 de octubre de 1992 | Mali                   | 2:1 (1:0) | Marruecos           | Estadio Modibo Keïta, Bamako, Malí |                          |
|                      | Traoré 40' · Cissé 54' |           | 89' Tahar El Khalej | Árbitro(s): Idrissa Sarr           | Árbitro(s): Idrissa Sarr |

| 8 de noviembre de 1992 | Marruecos | 0:0 (0:0) | Egipto | Estadio Mohammed V, Casablanca, Marruecos |  |

| 9 de abril de 1993 | Egipto                               | 2:1 (2:0) | Mali            | Internacional de El Cairo, El Cairo, Egipto |  |
|                    | Hossam Hassan 14' · Yasser Ezzat 24' |           | 47' Makan Kéita |                                             |  |

| 11 de abril de 1993 | Marruecos | 0:1 (0:0) | Malaui            | Estadio Moulay Abdellah, Rabat, Marruecos |  |
|                     |           |           | 89' Lawrence Waya |                                           |  |

| 23 de abril de 1993 | Egipto                                 | 2:0 (1:0) | Malaui | Estadio de Alejandría, Alejandría, Egipto |  |
|                     | Ibrahim Hassan 45' · Yasser Rayyan 55' |           |        |                                           |  |

| 25 de abril de 1993 | Marruecos           | 1:0 (0:0) | Mali | Estadio Mohammed V, Casablanca, Marruecos |  |
|                     | Youssef Fertout 76' |           |      |                                           |  |

| 11 de julio de 1993 | Egipto           | 1:1 (0:1) | Marruecos              | Estadio de Alejandría, Alejandría, Egipto |  |
|                     | Yasser Ezzat 67' |           | 22' Abdeslam Laghrissi |                                           |  |

| 11 de julio de 1993 | Mali | 2:1 | Malaui | Estadio Modibo Keïta, Bamako, Malí |  |

| 25 de julio de 1993 | Malaui | 0:2 (0:1) | Marruecos                          | Silver Stadium, Lilongüe, Malaui |  |
|                     |        |           | 33' Mohamed Sabek · 75' Saïd Rokbi |                                  |  |

| 25 de julio de 1993 | Mali                                     | 2:1 (1:1) | Egipto            | Estadio Modibo Keïta, Bamako, Malí |  |
|                     | Abdoulaye Traoré 39' · Modibo Sidibé 85' |           | 41' Ahmed El-Kass |                                    |  |

### Playoff
Burundi y Guinea terminaron empatados en su respectivo grupo, por lo que jugaron un partido de desempate en Gabón para definir al clasificado a la Copa Africana de Naciones 1994.
| Equipo 1 | Resultado    | Equipo 2 |
| -------- | ------------ | -------- |
| Burundi  | 0-0 (4-5 p.) | Guinea   |

### Detalle de partidos
| 24 de octubre de 1993 | Burundi | 0:0 (0:0) (4:5 p.) | Guinea | Stade d'Angondjé, Libreville, Gabón |  |
|                       |         |                    |        | Asistencia: 15.000 espectadores     |  |